# Victor Giraud (esploratore)
Joseph Constant Victor Giraud (Morestal, 1858 – Plombières, 1899) è stato un esploratore francese.
Nel 1882 attraversò i monti Livingstone raggiungendo il lago Bangweulu e successivamente il lago Moero e il lago Tanganica.
Abbandonato dalla scorta, cessò il viaggiò nel 1884; ne pubblicò la relazione nel 1890.